# Тревор Філіпс
Тревор Філіпс (англ. Trevor Philips) — один з протагоністів гри Grand Theft Auto V, старий друг Майкла. Живе в місті Сенді-Шорс, Округ Блейн, штат Сан-Андреас. Колишній військовий льотчик, який підсів на наркотики, психічно неврівноважений. Тревор з тих людей, що живуть одним днем.
Тревор народився і виріс в Канаді. До подій гри служив у ВПС США. Проте пізніше був звільнений у зв'язку з психічною неврівноваженістю. Тоді й приєднався до Майкла. Після пограбування в Північному Янктоні в 2004 році Тревору вдається втекти.
У 2013 році стає власником стриптиз клубу "Vanilla Unicorn"

## Вміння і навички
У минулому Тревор був пілотом ВПС США. З тих пір у нього збереглися навички керування повітряною технікою. А також він краще за інших володіє рукопашним боєм та стрілецькою зброєю.
У самій грі Тревор, як і інші герої GTA V, має свою специфічну здатність — впадати у лють. Це дозволяє йому завдавати подвійну шкоду отримуючи половину втрати життя.

## Особа

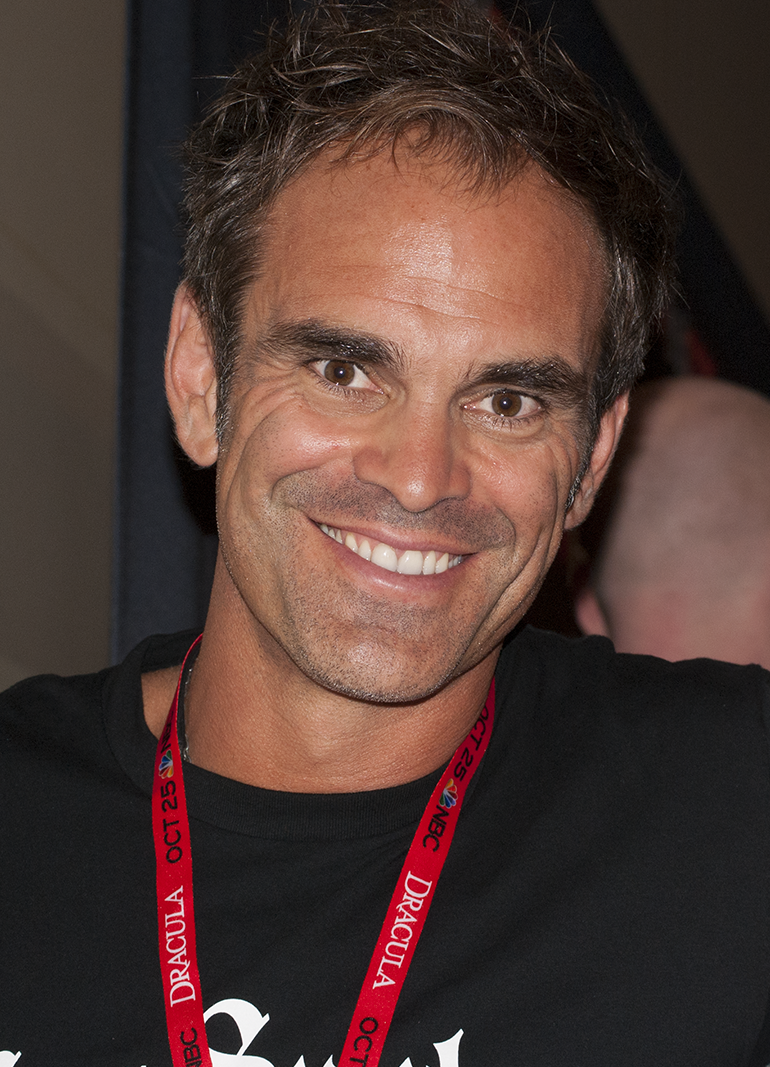
Прототип Тревора Філіпса, Стів Огг

У Тревора досить складний характер, він запальний, безкомпромісний, непередбачуваний (підтвердження тому — вбивство Джонні Клебіца). Тревор любить руйнувати, вбивати, розважатися, одним словом — повну свободу. Але, незважаючи на все це, він чесний, не лицемірний, Тревор вірний своїм принципам і друзям. Як зазначив один з розробників Rockstar, Ден Хаузер:

## Стосунки з іншими персонажами
- Майкл Де Санта: колись були грабіжниками банку і найкращими друзями. Однак, у їх відносинах стався розкол, тому що Майкл уклав угоду з ФБР. На момент гри вони спілкуються, але часто сперечаються. Швидше за все, Тревор тримає образу на Майкла.
- Рон: найкращий друг Тревора (взагалі друзів у Тревора мало). Живуть разом з Роном у Сенді-Шорс. Рон злегка його побоюється.
- Аманда: її Тревор недолюблює. Сама ж Аманда говорить Майклу, щоб тримав його подалі від неї і дітей.
- Франклін: з початку недолюблюють одне одного, але згодом стають друзями.
- Бред: один з друзів Тревора. Він сидить у в'язниці і, швидше за все, Тревор готовий на все, щоб визволити свого друга, будь це втеча з в'язниці або угода з FIB, пізніше з'ясовується, що Бред не вижив після поранення і похований в могилі Майкла.
- Флойд: кузен Вейда, в якого жив Тревор. Вбитий ним же.
- Вейд: ще один друг Тревора. Відноситься до субкультури Juggalo.

### Зовнішній вигляд
У нього багато шрамів, а також є лисина. Сам Тревор веде аморальний спосіб життя.
Зайвої ваги не має, але й не красень. На шиї має татуювання у вигляді пунктирної лінії і написом «Ріж тут». На пальцях рук наколото два змістовних слова: «Fuck» та «You».

## Цікаві факти
- Тревор має свою лабораторію з виробництва наркотиків.
- Татуювання «Ріж тут» означає приналежність до угруповання The Lost MC.
- Живе в оточенні наркоманів і байкерів у Сенді-Шорс.
- Перший протагоніст серії, який може померти за бажанням гравця (другий — Майкл)
- Перший протагоніст, який убив іншого протагоніста (Джонні Клебіца).
- Мати Тревора була стриптизеркою.
- Тревор ненавидить клоунів.
- Операційна система його телефону дуже схожа на Windows Phone 8
- Власник наркоторгового підприємства «Тревор Філіпс Індастріз». Назва цієї компанії дуже схожа з назвою реально існуючої компанії з виробництва електроніки Філіпс Індастріз.
- В GTA V існує цікавий баг. Якщо зістрибнути з абсолютно будь-якої висоти без парашута і біля самої землі включити особливу здатність Тревора, то він взагалі не втратить HP і залишиться живий.
- Тревор ненавидить приватну армію Merryweather Security.